# Flush I Down the Drain
Flush I Down the Drain är en sång av den svenska reggaegruppen Kalle Baah, utgiven som singel 1983. Den är en engelskspråkig version av låten "Totalhaverera", som fanns med på gruppens debutalbum Blacka Rasta 1985. Den engelska texten är skriven av Boo Cassel, översättare och även sångare i bandet NBF (Norsholms befrielsefront).